# Nevada Solar One
Nevada Solar One nahe Boulder City im amerikanischen Bundesstaat Nevada ist ein Solarwärmekraftwerk. Die im Juni 2007 ans Netz gegangene 64-MW-Anlage wurde vom amerikanischen Energieministerium DOE, dem National Renewable Energy Laboratory NREL und dem Unternehmen Solargenix Energy erstellt. Die spanische Acciona-Gruppe hat 55 % von Solargenix übernommen und ist nun Besitzerin der Großanlage, die sich über 1,4 km² erstreckt.

## Allgemeines
Das Solarrinnenkraftwerk verwendet 19.300 Absorber-Rohre (Schott PTR70) von je vier Metern Länge, die von der deutschen Firma Schott entwickelt und hergestellt wurden. Mit einem durch Rohre zirkulierenden Öl, das durch die Spiegel auf 400 Grad Celsius erhitzt wird, wird über einen Wärmetauscher Dampf erzeugt. Eine Siemens-Dampfturbine vom Typ SST-700 (elektrische Leistung: 64 MW) treibt mit dem Dampf einen Generator zur Stromerzeugung an. So können 15.000 Haushalte mit Elektrizität versorgt werden.
Nevada Solar One war das erste Solarkraftwerk in den Vereinigten Staaten nach 15 Jahren und gilt als weiterer Meilenstein in der Geschichte der Stromgewinnung mit erneuerbaren Energien in den USA. Die Anlage, von der eine Initialzündung für den Neubeginn solarthermischer Kraftwerke im Südwesten der USA erwartet wird, kann auf bis zu 200 Megawatt erweitert werden. Nevada will seinen Strombedarf bis zum Jahr 2015 zu 20 Prozent durch Solarstrom decken.

## Eingespeiste Energie
Nevada Solar One eingespeiste Energie ist wie folgt (Werte in GW·h).
| Jahr | Sonne  | Erdgas | Gesamt |
| ---- | ------ | ------ | ------ |
| 2007 | 41,21  | 0,38   | 41,59  |
| 2008 | 122,69 | 0,91   | 123,60 |
| 2009 | 120,65 | 2,43   | 123,07 |
| 2010 | 133,00 | 1,16   | 134,16 |
| 2011 | 128,26 | 1,99   | 130,26 |
| 2012 | 128,94 | 1,39   | 130,33 |
| 2013 | 112,79 | 2,31   | 115,10 |
| 2014 | 116,23 | 2,58   | 118,80 |
| 2015 | 105,65 | 2,14   | 107,79 |
| 2016 | 116,89 | 2,24   | 119,13 |

Fossil Backup wird von Erdgas zur Verfügung gestellt und bietet bis zu 2 % der Gesamtleistung.